# یاسر المصری
یاسر المصری (عربی: ياسر المصري؛ ۲۲ نوامبر ۱۹۷۰ – ۲۳ اوت ۲۰۱۸) بازیگر اهل اردن بود.

## زندگی‌نامه
یاسر المصری در شهر کویت در خانواده‌ای متشکل از هفت برادر و خواهر به دنیا آمد. او از مدرسه متوسطه الرمیثیه فارغ التحصیل شد. وی مدرک لیسانس خود را در رشته علوم موسیقی از آکادمی موسیقی اردن، در شاخه کلارینت و پیانو دریافت کرد. او در سال ۲۰۰۰ با روزنامه‌نگار روزنامه الراعی اردن به نام نسرین الکرد ازدواج کرد. ثمره این ازدواج سه فرزند است.

## مرگ
او در ۲۳ اوت ۲۰۱۸ در سن ۴۷ سالگی پس از یک تصادف رانندگی در زرق، اردن درگذشت.